# Ascou
Ascou é uma comuna francesa na região administrativa de Occitânia, no departamento de Ariège. Em 2010 a comuna tinha 121 habitantes (densidade: 3,4 hab./km²).